# مونا كاتوبوز
مونا كاتوبوز (بالإنجليزية: Muna Katupose)‏ (22 فبراير 1988 ناميبيا - ) هو لاعب كرة قدم ناميبي، يلعب كلاعب وسط، شارك في كأس الأمم الأفريقية 2008.

## روابط خارجية
- مونا كاتوبوز على موقع قاعدة بيانات كرة القدم.إي يو (الإنجليزية)
- مونا كاتوبوز على موقع ناشيونال فوتبول تيمز (الإنجليزية)
- مونا كاتوبوز على موقع Soccerway.com (الإنجليزية)